# Noonie Bao
Noonie Bao, artistnamn för Jonnali Mikaela Parmenius, född 9 augusti 1987 i Hägerstens församling, Stockholms län, är en svensk popmusiker och låtskrivare.

## Biografi
Som 18-åring knöts Noonie Bao till ett förlag som låtskrivare och har sedan dess skrivit låtar till bland andra Avicii, Charli XCX, Don Diablo, Clean Bandit, Tove Styrke och Adiam Dymott.
Den 31 oktober 2012 släppte hon sitt eget debutalbum I am Noonie Bao på eget bolag, licensierad till Hybris. Vid Grammisgalan 2012 nominerades hon i kategorin Årets nykomling. Samma år var hon en av gästerna i TV-programmet Moraeus med mera. Noonie Bao var en av låtskrivarna bakom Aviciis englandsetta "I Could Be the One" på vilken hon även sjöng. Hon bidrog även med att skriva Say Lou Lous singel "Games for Girls" från 2014.

## Privatliv
Noonie Bao är bosatt i Stockholm.

## Priser och utmärkelser
- 2020 – Platinagitarren[14]